# Знаки почтовой оплаты СССР (1953)
Зна́ки почто́вой опла́ты СССР (1953) — перечень (каталог) знаков почтовой оплаты (почтовых марок), введённых в обращение дирекцией по изданию и экспедированию знаков почтовой оплаты Министерства связи СССР в 1953 году.

## Список коммеморативных (памятных) марок
Порядок следования элементов в таблице соответствует номеру по каталогу марок СССР (ЦФА), в скобках приведены номера по каталогу «Михель».
| № по каталогу                        | Изображение | Описание и источники                                    | Номинал   | Дата выпуска         | Тираж      | Художник         |
| ------------------------------------ | ----------- | ------------------------------------------------------- | --------- | -------------------- | ---------- | ---------------- |
| (ЦФА [АО «Марка»] № 1743) (Mi #1691) |             | Мир и счастье детей неотделимы: - Пионеры у макета МГУ. | 0,40 руб. | 22 декабря 1953 года | 10 000 000 | Евгений Гундобин |

## Выпуски стандартных марок

### Четвёртый выпуск стандартных марок (1936—1953)
В 1953 году продолжена эмиссия стандартных почтовых марок четвёртого стандартного выпуска СССР. Выпуск марок четвёртого стандартного выпуска, для которых использовались рисунки марок предыдущего выпуска, был начат в июле 1936 года. Марки четвёртого стандартного выпуска неоднократно переиздавались на белой и сероватой бумаге с белым и жёлтым клеем, имеют многочисленные оттенки цвета. В декабре 1953 года марка номиналом в 10 копеек была переиздана офсетным способом на обыкновенной бумаге с уменьшенным размером рисунка.
Порядок следования элементов в таблице соответствует номеру по каталогу марок СССР (ЦФА), в скобках приведены номера по каталогу «Михель».
| № по каталогу                         | Изображение | Описание и источники | Номинал   | Дата выпуска      | Тираж    | Художник         |
| ------------------------------------- | ----------- | -------------------- | --------- | ----------------- | -------- | ---------------- |
| (ЦФА [АО «Марка»] № 557) (Mi #677IIA) |             | Работница            | 0,10 руб. | декабрь 1953 года | массовый | Дмитрий Голядкин |

### Восьмой выпуск стандартных марок (1948—1958)
В 1953 году продолжена эмиссия стандартных марок восьмого выпуска (1948—1958): была переиздана марка «Лётчик» выпуска 1949 года, однако был несколько изменён цвет и уменьшен размер рисунка. Марки печатались офсетным способом. По сравнению с марками восьмой серии, поступившими в обращение в 1949 году, уменьшен размер рисунка.
| № по каталогу                             | Изображение | Описание и источники                        | Номинал   | Дата выпуска | Тираж    | Художник         |
| ----------------------------------------- | ----------- | ------------------------------------------- | --------- | ------------ | -------- | ---------------- |
| (ЦФА [АО «Марка»] № 1381-I) (Mi #1333-Ic) |             | Лётчик, серо-синяя (рисунок 14,25×21,0 мм). | 0,25 руб. | 1953 год     | массовый | Василий Завьялов |

## Комментарии
1. ↑  Ниже приведён перечень памятных художественных марок (с возможностью сортировки по номиналу, тиражу и дате введения в обращение).
2. ↑  Мир и счастье детей неотделимы: пионеры у макета МГУ, многоцветная. Офсетная печать, перфорирована: комбинированная гребенчатая зубцовка 12½:12 (на каждые 2 сантиметра края марки приходится 12½:12 зубцов). В марочных листах 40 (10×4) марок[2][6][7].
3. ↑  Ниже приведён перечень стандартных марок (с возможностью сортировки по номиналу, тиражу и дате введения в обращение).
4. ↑  Работница, размер рисунка 14×21,5 мм[12] (по данным каталога «Михель» — 14,5×21 мм[13]), серая. Офсетная печать на простой бумаге без водяного знака, перфорирована: комбинированная гребенчатая зубцовка 12:12½ (на каждые 2 сантиметра края марки приходится 12:12½ зубцов). В марочных листах по 100 (10×10) марок[11][12][13].
5. ↑  Точная дата начала эмиссии не указана в каталогах[12][13].
6. ↑  Лётчик, серо-синяя, размер рисунка 14,25×21,0 мм. Штриховой офсет на простой бумаге, перфорирована: комбинированная гребенчатая зубцовка 12:12½ (на каждые 2 сантиметра края марки приходится 12:12½ зубцов). В марочных листах по 100 (10×10) экземпляров[14][15][16].
7. ↑  Точная дата начала эмиссии не указана в каталогах. В каталоге MICHEL указан 1953 год, а в каталоге Соловьёва — 1954[15][16].